# Somakek
Somakek ou Somakak est un village de la Région du Littoral du Cameroun, situé dans la commune de Dibamba. Situé à 26 km d'Edéa, on y accède sur la route qui lie Edéa à Kopongo puis vers Ngambe.

## Population et développement
En 1964, la population de Somakek était de 96 habitants. La population de Somakek était de 90 habitants dont 45 hommes et 45 femmes, lors du recensement de 2005.  